# Szent György-templom (Sepsiszentgyörgy)
A sepsiszentgyörgyi Szent György-templom műemlékké nyilvánított épület Romániában, Kovászna megyében. A romániai műemlékek jegyzékében a  CV-II-m-B-13099 sorszámon szerepel.